# Palazzo Coronini Cronberg

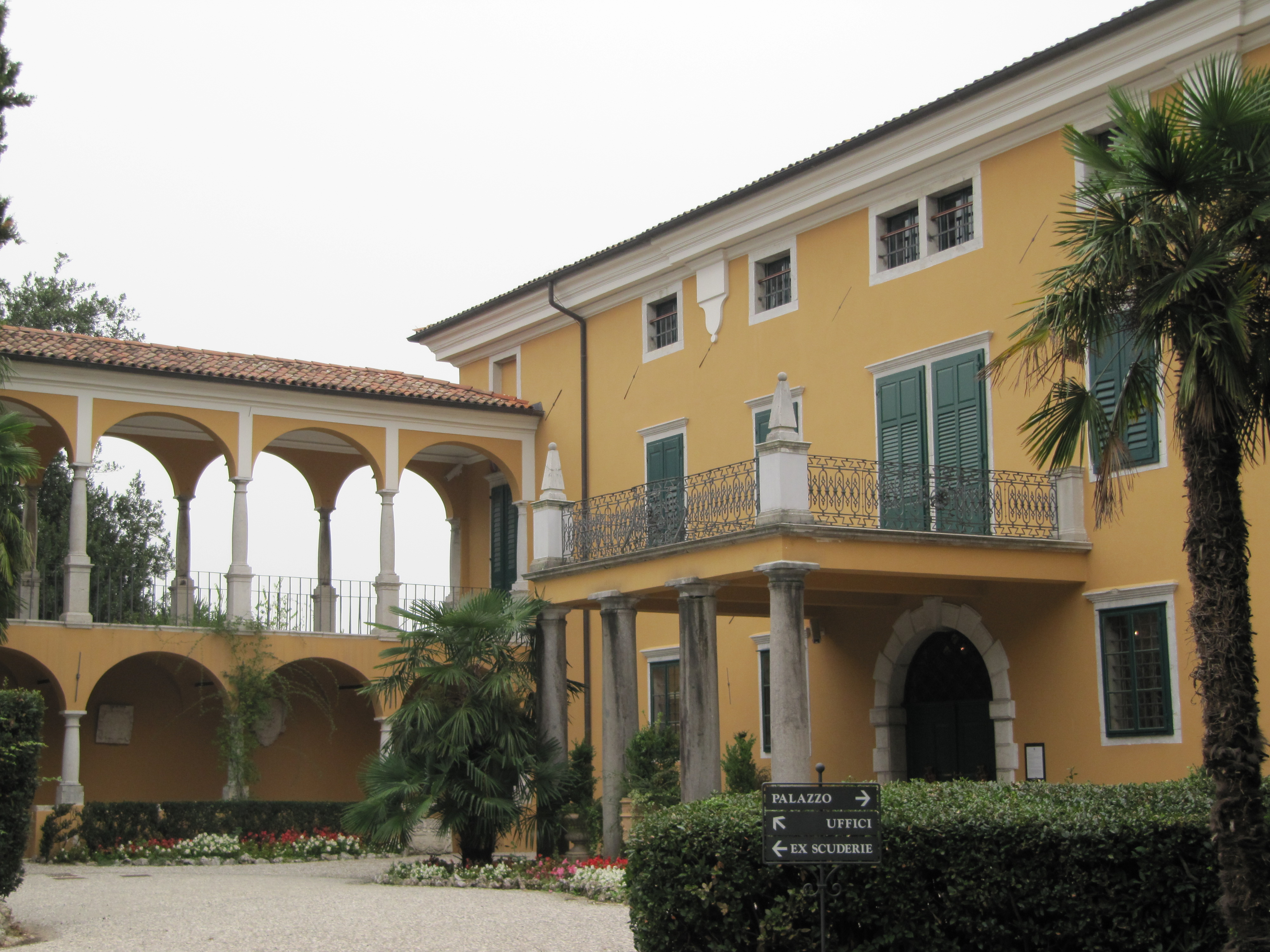
Palazzo Coronini Cronberg in Gorizia

Der Palazzo Coronini Cronberg ist ein Palast aus dem 16. Jahrhundert in Görz in der italienischen Region Friaul-Julisch Venetien. Der Palast liegt in der Viale XX Settembre 14.
Seit 1990 ist er der Sitz der Fondazione Palazzo Coronini Cronberg, eine moralische Gesellschaft, die nach dem letzten Willen des letzten Grafen, Guglielmo Coronini Cronberg, zu dem Zweck gegründet wurde, das immense Erbe des Grafen der Öffentlichkeit zugänglich zu machen, beginnend mit ebendiesem Palast der Familie, der in ein öffentliches Museum umgewandelt wurde.

## Geschichte

### Die Ursprünge
Obwohl es keine Dokumente über das Gebäude gibt, aus denen der genaue Bauzeitraum ersichtlich ist, kann man die Zeit seiner Errichtung auf das letzte Jahrzehnt des 16. Jahrhunderts, zwischen 1593 und 1598, festlegen. Auftraggeber des Werkes war Carlo Zengraf, Sekretär der Provinzstaaten für das Haus Österreich. Die Residenz, die er sich in Gorizia schaffen ließ, repräsentierte gut seine Rolle als Grundeigentümer, der mit öffentlichen Befugnissen ausgestattet war. So musste der Palast von überall gut sichtbar sein. Der quadratische Block wurde mit zwei Vorbauten seitlich der Fassade ausgestattet, die zu einem mit Wiesen und Weinbergen bedeckten Hang hin offen waren. Das Gebäude, das mit hohen Mauern umgeben war, nahm die strengen Formen eines Festen Hauses mit wenigen Zugeständnissen an das Überflüssige an.
Die Restaurierungsarbeiten, die 2006 beendet wurden, haben herausgestellt, dass der Palast vermutlich auf den Fundamenten eines Turmes errichtet wurde, der dort gebaut worden war, um den nördlichen Teil der Stadt zu kontrollieren.
Die Urheberschaft des Projektes kann auf Giulio Baldigara zurückverfolgt werden, der Ende des 16. Jahrhunderts in Görz weilte und das Amt eines erzherzoglichen Architekten bekleidete.
Der Tod von Carlo Zengraf und die wirtschaftlichen Schwierigkeiten der Familie waren die Gründe, die die Erben zum Verkauf des Palastes zwangen. Die Käufer, die Grafen Strassoldo, modifizierten und verfeinerten das Feste Haus zu einem Herrenhaus.
1643 ließen sie die Familienkapelle bauen, die der Heiligen Anna geweiht und mit dem Palast durch eine doppelte Loggia  verbunden ist. Den Grafen Strassoldo ist auch der Bau der Stallungen zu verdanken, die im 17. und 18. Jahrhundert errichtet wurden. Heute dienen sie als Konferenzsäle und für temporäre Ausstellungen, zwei davon für die landwirtschaftliche Nutzung und als Wohnhaus für die Bauern, sowie als Kanzlei anschließend an die Kapelle, in der heute die Büros der Stiftung untergebracht sind. Wegen der wirtschaftlichen Einschränkungen und der Schäden, die die napoleonischen Kriege verursacht hatten, musste die Familie Strassoldo die Residenz aufgeben und sie abgeben. Am 7. Oktober 1820 kaufte der Graf Michele Coronini Cronberg (1793–1876) alle Anwesen und Rechtsprechungsrechte, die mit dem Namen Grafenberg verbunden waren.

### Die Coroninis im Palast
Der Graf Michael Coronini-Cronberg unterzog das Gebäude ab 1833 massiven Umbaueingriffen. Zur Vergrößerung der Räumlichkeiten wurde an einen der Vorbauten ein Flügel von etwa 20 Metern Länge angebaut: Die ersten beiden Stockwerke sollten als Residenz dienen, während das dritte größtenteils die reiche Bibliothek der Familie aufnahm.
Die Arbeiten waren kaum abgeschlossen, als der letzte König von Frankreich, Karl X. Bourbon, der sich damals im Exil in einer kleinen Stadt in der Nähe von Prag lebte, im Oktober 1836 beschloss, mit seinem Hof nach Görz umzuziehen und seine Residenz in ebendiesem Palazzo Coronini zu nehmen, während ein Teil seines Gefolges sich im Palazzo Strassoldo an der Piazza Sant’Antonio (heute Grand Hotel Entourage) einrichtete.
Der Aufenthalt des Souveräns war kurz und unglücklich, weil Karl X. etwa einen Monat nach seiner Ankunft an Cholera erkrankte und starb. Er wurde in der Kirche Mariä Verkündigung im Kloster Kostanjevica begraben, das von den Franziskanern geleitet wurde und heute in Nova Gorica in Slowenien liegt.
Anfang des 20. Jahrhunderts gelangte die Verwaltung der Güter nach und nach von Graf Alfredo Coronini Cronberg (1846–1920), dem Neffen von Michele, in die Hände von dessen Sohn, Carlo Coronini Cronberg (1870–1944), der nach 1918 die ganzen Lasten des Wiederaufbaus des durch die Ereignisse des Ersten Weltkriegs schwer beschädigten Anwesens tragen musste. Im Jahre 1915 hatte Graf Carlo Coronini Cronberg mit seiner Gattin Olga von Westphalen und Fürstenberg (1868–1958) und ihren drei Kindern, Nicoletta (1896–1984), Francesco Giuseppe (1899–1964) und Guglielmo (1905–1990), als sie den Zerstörungen entflohen, in der Burg Wöllan (heute Velenje in Slowenien) Aufnahme gefunden, die ihren Verwandten Adamovich gehörte. Sein Vater Alfredo Coronini Cronberg und seine Mutter Carolina Ritter von Zàhony (1850–1928) waren nach Salzburg geflohen. Am Ende des Konfliktes stellte sich heraus, dass der Palast mehrfach von Artilleriegeschossen getroffen worden war. Die Restaurierungsarbeiten wurden sofort nach Kriegsende begonnen und betrafen erst den Hauptkomplex und dann die Nebengebäude, sodass die Rekonstruktionsarbeiten am Palast, an der Kapelle und an der Loggia, mit denen am 27. Mai 1919 begonnen wurde, in den letzten Monaten des Jahres 1923 abgeschlossen wurden. In dieser Zeit wurde auch der historische Wert des Palastes erhalten, der am 6. November 1922 dem unmittelbaren Schutz des damaligen Ministero della pubblica istruzione (dt.: Kultusministerium) unterstellt wurde.
In den Zwischenkriegsjahren wurde der Palast vermietet und es wurde dort ein Kommando der italienischen Armee untergebracht, dem am 8. September 1943 die deutschen Truppen folgten, die Gorizia besetzt hatten. Aus dieser Zeit stammen einige bedeutende Eingriffe im Park: Der Bau eines Schwimmbades an der Rückseite des Palastes und das Umsetzen eines steinernen Portals an den Eingang des Parks, das von der zerstörten Villa Attems in Piedemonte del Calvario stammte. Der Palast, der später erst Sitz eine Partisanenkommandos und der alliierten Truppen wurde, wurde erst zu Beginn der 1950er-Jahre an die Familie Coronini Cronberg zurückgegeben, die sich dort endgültig niederließen. Ab dieser Zeit begann der Graf Guglielmo Coronini Cronberg mit Unterstützung seiner Schwester Nicoletta, für die Familienresidenz eine Nutzung als Museum zu planen, was – wie es in seinem letzten Willen festgelegt – nach seinem Tod in Wien am 13. September 1990 Formen annahm.